# Sobredosis de TV
«Sobredosis de TV» es una canción interpretada por la banda argentina de rock Soda Stereo y creada por su líder Gustavo Cerati, lanzada en el año 1984 como el tercer sencillo de difusión de su álbum debut homónimo.
Es una de las primeras canciones del grupo y también uno de sus primeros éxitos masivos.
El tema fue utilizado para presentar oficialmente el primer álbum del grupo, Soda Stereo, el 27 de agosto de 1984 en el Teatro Astros de la Ciudad de Buenos Aires.
Es uno de los temas clásicos del grupo pop rock Soda Stereo, presente en todos sus recitales y antologías. Se caracteriza por ser uno de los temas más re-versionados en las presentaciones en vivo de Soda Stereo. Fue tocado desde los primeros shows de Soda, a partir de 1983, hasta en el último concierto de la gira Me Verás Volver en diciembre de 2007 en el Estadio River Plate en Buenos Aires. Sin embargo, entre 1992 y 1996, pese a ser uno de sus primeros éxitos, la banda no la interpretó en vivo, sino hasta su gira de despedida en 1997.

## La letra
La letra está referida a la adicción a la televisión, y a la dependencia que genera («mi cuerpo procesado, al ritmo de su corazón»).
Cerati enfoca el tema como si se tratase de una relación con una mujer («soy tan vulnerable a su amor») que maneja su vida con órdenes imperiosas: «¡Acuéstate, levántate! ¡Apágalo, enciéndelo!» (refiriéndose al televisor en género masculino).
El verso final («no puedo seguir maquinándome») es bello, impactante y contundente. Por un lado transmite el deseo de cortar con la adicción y por el otro, expresa con la notable palabra final (maquinándome) la cara dañina del proceso de contaminación tecnológica. A partir de julio de 1985 hasta abril de 1987 (algunas veces) y la mayoría desde mayo de 1987 hasta el año 2007, Cerati cambió la frase a «no puedo seguir masturbándome», lo que denota la dependencia hacia la televisión por encima de la autosatisfacción. Cabe señalar que esa es la verdadera letra de la canción, pero en aquella época que se escribió, la disquera exigió que se le cambiara, debido a ser muy explícito por aquel entonces.
La letra refleja una honestidad inhabitual referida al vicio televisivo y representa la realidad de la primera generación argentina íntegramente crecida con la presencia dominante de televisión en cada hogar.
Forma parte de la primera generación de temas de Soda Stereo («Dietético», «Mi novia tiene bíceps», «Afrodisíacos», «¿Por qué no puedo ser del jet-set?», «Un misil en mi placard») relacionados, por una parte con el retorno a la democracia en Argentina (10 de diciembre de 1983) y por el otro, con las nociones de posmodernidad y el modo en que los jóvenes de la década de 1980 intentaban pensar su papel en una sociedad democrática, que recién salía del terrorismo de Estado impuesto por la última dictadura cívico-militar argentina (1976-1983) y de la Guerra de las Malvinas.

## La música
Como fiel exponente de la música divertida que estaba haciendo furor en la escena argentina, la música de «Sobredosis de TV» y la del resto del álbum están pensadas, por sobre todas las cosas, para bailar. Por un lado el grupo tenía la preocupación inmediata de gustar, en su álbum de lanzamiento, pero también debe encontrarse un sentimiento más hondo, latente en aquella generación, de recuperar el derecho a reír, a divertirse y a amar sin culpas.
En el sonido del tema se siente el trabajo de producción de Federico Moura, el mítico líder de Virus, que transmitió a Cerati la seguridad para profundizar una línea de trabajo musical que rompía con el sonido que venía de los 70, al mismo tiempo que aportó una seriedad profesional para la edición del disco, que en aquel momento casi nadie tenía en América Latina.

## Circunstancias relacionadas
- «Sobredosis de TV» fue utilizado para presentar el primer álbum de la banda en el Teatro Astros en 1984. Para la ocasión se eligió una escenografía relacionada con el tema, colocándose 26 televisores prendidos y fuera de sintonía, en un ambiente lleno de humo, generando un inusual y atrapante efecto visual. Los televisores eran modelos viejos en blanco y negro que pidieron a familiares, amigos y allegados: las familias argentinas buscaban deshacerse de sus viejos televisores en blanco y negro ahora que la televisión a color se había instalado en Argentina, y Soda aprovechó esta oportunidad para hacerse de un gran número de televisores. La mayoría ya no funcionaba cuando los recibieron.[1]

## Versiones
- En 1997, se realizó una versión más roquera de lo normal para El Último Concierto con la participación de Richard Coleman
- Fue uno de los dos temas (el otro fue «En la ciudad de la furia») interpretados por Soda Stereo en la conferencia de prensa en la que anunciaron formalmente su regreso para realizar la Gira "Me verás Volver", en Museum, en el barrio de San Telmo de Buenos Aires, el 20 de septiembre de 2007.[2] Aquí puede verse esta versión (La vuelta de Soda Stereo: Sobredosis de TV, en San Telmo, el 20 de septiembre de 2007).
- En el histórico recital dado en Obras los días 11-12-13 de abril de 1986 realizaron una interesante versión de «Sobredosis de TV» con riffs del tema «Nada personal».
- Gustavo Cerati, de manera solista, reversionaria este tema en la Gira Siempre es Hoy, haciendo una versión muy diferente a la original.

## Lista de canciones
| Vinilo de 12 pulgadas Ecuador |                                  |          |  |
| N.º                           | Título                           | Duración |  |
| 1.                            | «Sobredosis de TV» (Remix dance) | 4:10     |  |
| 2.                            | «Mi Novia Tiene Bíceps»          | 2:23     |  |
| 3.                            | «Cuando pase el temblor»         | 3:49     |  |
| 4.                            | «Trátame suavemente»             | 3:24     |  |

## Posicionamiento en listas
| Lista (1988)    | Mejor posición |
| --------------- | -------------- |
| Argentina (UPI) | 4              |